# Soma Novothny
Soma Novothny (* 16. Juni 1994 in Veszprém) ist ein ungarischer Fußballspieler, der seit Februar 2024 bei Ruch Chorzów unter Vertrag steht.

## Karriere

### Verein
Soma Novothny spielte als Jugendlicher beim Veszprém FC, einem ungarischen Fußballverein in seiner Heimatstadt. In dessen erster Mannschaft debütierte er, noch im Alter von sechzehn Jahren, am 28. Mai 2011 in der Zweiten Liga. Eine Woche später folgte gegen Kaposvölgye VSC sein erstes Tor in einem Profi-Spiel.
Im Jahr 2012 wechselte der Rechtsfüßer zum SSC Neapel, wo er aber nicht zum Einsatz kam. Ein Jahr später, im September 2013, wurde er nach Paganese Calcio in die Lega Pro ausgeliehen. Es folgten Stationen bei Mantova 1911 SSD (2014) und dem FC Südtirol (2015), wo ihm in seinem ersten Spiel ein Doppelpack gegen den US Arezzo gelang. Im August 2015 wechselte er von Italien zurück nach Ungarn, als er an den Diósgyőri VTK ausgeliehen wurde. In der dortigen ersten Liga erzielte er acht Tore in 27 Spielen. Ab 2017 stand er beim ungarischen Erstligisten Újpest Budapest unter Vertrag, gewann dort ein jahr später den nationalen Pokal und wurde die Saison 2019 an Busan IPark in die südkoreanische K League 1 ausgeliehen. Er bestritt dort 27 Spiele und schoss zwölf Tore.
Am 7. September 2020 wurde er beim VfL Bochum als neuer Stürmer unter Vertrag genommen. Er wechselte ablösefrei von Újpest Budapest, unterschrieb einen Vertrag bis 2022 und trägt beim VfL die Rückennummer 15. Sein erstes Tor in einem Pflichtspiel für den VfL gelang ihm am 1. November 2020. Beim Auswärtssieg (2:3) bei den Würzburger Kickers schoss er das zwischenzeitliche 1:1. Sein Kommentar: „Ich hoffe, dass jetzt noch viele weitere Treffer und Vorlagen folgen werden und wir so als Mannschaft weiterspielen.“ In der Spielzeit 2020/21 steuerte Novothny 14 Einsätze (3-mal von Beginn) und 2 Tore zum Aufstieg in die Bundesliga bei. Dort kam er in der Hinrunde der Saison 2021/22 zu 6 Einwechslungen und erzielte ein Tor.
Anfang Januar 2022 wechselte Novothny ein halbes Jahr vor seinem Vertragsende zum amtierenden zyprischen Meister Anorthosis Famagusta und erzielte dort bis zum Saisonende in 22 Pflichtspielen drei Treffer. Anschließend spielte er anderthalb Jahre für Vasas Budapest in Ungarn und seit Februar 2024 steht er beim polnischen Erstligisten Ruch Chorzów unter Vertrag.

### Nationalmannschaft
Von 2010 bis 2015 absolvierte Novothny insgesamt 19 Partien für diverse ungarische Jugendnationalmannschaften und erzielte dabei drei Tore.

## Erfolge
Újpest Budapest
- Ungarischer Pokalsieger: 2018